# 周防下鄉站
周防下鄉站（日语：／ Suō-shimogō eki */?）是一個位於日本山口縣山口市小郡下鄉的車站。唯一通過的路線是西日本旅客鐵道的山口線。

## 車站構造
只有一條路線、單式月台的無人車站。為一地面車站。

## 歷史
- 1953年（昭和28年）4月10日 開業。
- 1987年（昭和62年）4月1日 因國鐵民營化的政策，而成為西日本旅客鐵道的車站。

## 相鄰車站
西日本旅客鐵道
■山口線
■快速「通勤Liner」
通過
■普通
新山口－周防下鄉－上鄉

## 外部連結
- JR西日本（周防下鄉站）（页面存档备份，存于）